# USS Duncan (DD-485)
El USS Duncan (DD-485) de la Armada de los Estados Unidos fue un destructor de la clase Gleaves botado en febrero de 1942 y comisionado en abril del mismo año; bautizado en honor al comandante Silas Duncan de la Guerra de la Independencia. Fue hundido durante la batalla del cabo Esperanza (Islas Salomón) el 12 de octubre de 1942.

## Construcción
Fue construido por Federal Shipbuilding and Dry Dock Company (Kearny, Nueva Jersey); fue puesto en gradas el 31 de julio de 1941, botado el 20 de febrero de 1942 y asignado el 16 de abril de 1942.

## Historia de servicio
Durante la batalla del cabo Esperanza (11-12 de octubre de 1942) el Duncan enfrentó al crucero Furutaka y fue puesto fuera de combate por cañoneo. Murieron cincuenta miembros de la tripulación y fue abandonada la nave, que fue asistida por el USS McCalla. El Duncan se hundió el 12 de octubre. Recibió una estrella de batalla por su servicio.